# Iskolatörténet Erdélyben
Iskolatörténet Erdélyben. Az elemi, közép- és főiskolák, a hozzájuk tartozó intézmények, felszerelések, valamint a diáktársadalom történetével foglalkozó tudományos és népszerűsítő irodalom.

## 19-20. század fordulója
Az iskolatörténeti irodalom nagyobb lendületet a 19. század vége felé és a 20. század elején kapott, amikor központi utasításra a legtöbb tanintézet történetét összeállították s a millenniumi iskolai értesítőben vagy önállóan megjelentették. Ebben az időszakban olyan összefoglaló munkák születtek, mint Bakcsy Gergely (Szatmárnémeti), Cséplő Péter (Nagyvárad), Domján István és Csutak Vilmos (Sepsiszentgyörgy), Dósa Dénes (Szászváros), Himpfner Béla (Arad), Koncz József (Marosvásárhely), Morvay Győző (Nagybánya), Pfeiffer Antal (Temesvár), Sándor János (Székelykeresztúr), Sarmaságh Géza (Szatmárnémeti), Somogyi Jenő (Zilah), P. Szatmáry Károly és Váró Ferenc (Nagyenyed), Török István (Kolozsvár) önállóan megjelent iskolatörténetei. Ide sorolhatók Gönczy Lajos értesítői (különnyomatai) is a Székelyudvarhelyi Református Kollégium történetéről (1893).

## 1918 után
Az I. világháborút követően az 1948-as tanügyi reformig egyetlen – az előbbiekhez mérhető – tudományos iskolatörténet jelent meg nálunk: 1935-ben Gál Kelementől két kötetben A kolozsvári Unitárius Kollégium története 1568–1900. A katolikus iskolákra és tanügyre nézve részletes tájékoztatást nyújt: Az erdélyi katholicizmus múltja és jelene (Dicsőszentmárton, 1925) c. hatodfélszáz oldalas kötet több fejezete; a katolikus iskolázás erdélyi történetét 1918-ig Boga Alajos foglalta ismét össze (Kolozsvár, 1940).
Igényesebb iskolatörténeti tárgyú értekezéseket közölt az Erdélyi Múzeum, ill. az Erdélyi Tudományos Füzetek (ETF) sorozat. Ebben Hofbauer László a Remény c. zsebkönyvről (1931), Herepei János a dési, kolozsvári és gyalui református iskolákról (1941, 1943, 1947), Vita Zsigmond a Bethlen Gábor Kollégium ifjúságának irodalmi törekvéseiről a reformkorban (1943), Bíró Vencel pedig a kolozsvári jezsuita tanintézetről (1931, 1945) adott ki dolgozatokat. Bitay Árpád kis munkája a gyulafehérvári Majláth Főgimnázium megalakulásának körülményeit vizsgálja (Arad, 1940); Józsa János doktori értekezése (Piariștii și românii pînă la 1918. Nagyenyed, 1940) és Bíró Vencel könyve (A kegyesrend Besztercén, Medgyesen és a kolozsvári főiskola bölcsészeti karán. Kolozsvár, 1948) más-más szempontból foglalkozik a nálunk legismertebb tanítórenddel.
Ugyancsak Bíró Vencelnek jelent meg két iskolatörténeti tanulmánya a Kolozsvári Szemlében (1943/1 és 1944/1).
Egy készülő iskolatörténeti sorozat első – folytatás nélkül maradt – kötete Bisztray Gyula Nagyenyedi Helikon c. munkája (Nagyenyed 1933), mely 1849-ig követi az intézet sorsának alakulását.
A tanintézetek múltjának összefoglalására a különböző – emlékünnepélyekkel összekötött – évfordulók, véndiák-találkozók is alkalmat adtak. Ezeket többnyire az iskolai értesítők közlik. Az 1940-es évek elején mindegyik megjelenő értesítő tartalmazott iskolatörténeti fejezetet. Ugyancsak az ünnepi alkalmak megörökítésére emlékkönyveket és -albumokat állítottak össze, s ezekben a legfontosabb rész az iskola történetéről szól.
1922-ben ünnepelték a nagyenyedi Bethlen Gábor Kollégium alapításának 300. évfordulóját; erre jelent meg egy Szabó András szerkesztette Emlékkönyv (az Enyedi Újság melléklete 1922. október 7–9.), melynek iskolatörténeti fejezetét Garda Kálmán jegyzi, majd két 1926-ban megjelent emlékalbum. Az egyik A 300 éves nagyenyedi Bethlen Kollégium Emlékalbuma 1622–1922 (szerkesztette egy Járai István vezette bizottság), tulajdonképpen az évfordulóra írott megemlékezéseket, verseket, beszédeket gyűjti kötetbe. Közülük Garda Kálmáné és Fogarasi Alberté iskolatörténeti jellegű.
Tudományosabb igényű a nagyenyedi Bethlen Kollégium volt diákjainak testvéri egyesülete által kiadott, Lukinich Imre szerkesztette Nagyenyedi Album (Budapest, 1926). Ez tizenkét tanulmányban foglalja össze az intézettel kapcsolatos tudnivalókat; történeti vonatkozású Szigethy Lajos, Szőnyi Sándor, Garda Samu és Szilády Zoltán dolgozata. Az évforduló kapcsán s Bethlen-tanulmányaiban Kristóf György a kollégiumról is többször írt (Az erdélyi magyar irodalom múltja és jövője. Kolozsvár, 1924; Bethlen Gábor és a magyar irodalom. Budapest, 1930). Ugyancsak ő foglalkozott néhány cikkében a szászvárosi Kún Kollégiummal. Ez utóbbi 1925-ös véndiák-találkozóját Görög Ferenc szervezte meg, s szerkesztésében készült el A Szászvárosi református Kún Kollégium Emlékkönyve (Kolozsvár, 1925), melyben ő és Nagy Sándor írják az iskolatörténeti részt.
Évfordulóval összekötött véndiák-találkozó nyomán született meg a Kolozsvári Római Katolikus Főgimnázium öregdiákjainak kiadásában az Öreg diák visszanéz c. kötet (szerkesztette György Lajos, Kolozsvár, 1926) Bíró Vencel, Bitay Árpád és György Lajos iskolatörténeti írásaival. Három évvel később 350 éves fennállását ünnepelendő készült el A kolozsvári Római Katolikus Főgimnázium Emlékalbuma 1579–1929 (Kolozsvár, 1930). Történeti részét Bíró Vencel írta, az épületeket bemutató tíz rajzot Hankó János készítette. A Székelykeresztúri Unitárius Kollégium véndiákjai is 1926-ban tartottak nagyszabású találkozót, ennek emlékét őrzi a Keresztúri véndiákok albuma (szerkesztette Péter Lajos (Péter Lajos, Székelykeresztúr, 1926). Az iskola történetét Gálfalvi Samunak az alapítási évfordulóra megjelent Száznegyven év c. füzete (Székelyudvarhely, 1934) foglalja össze, egy évtized múlva pedig 150 év emléke címmel szerkeszti kötetbe (Kolozsvár, 1944) Péter Lajos az 1943-as ünnepi véndiák-találkozón elhangzott verseket, beszédeket. Ő jegyzi az iskolatörténeti részt is.
A Józsa Gerő, Szász Árpád, Tapsony Endre és Tatár Géza összeállította Emlékkönyv a Zilahi Református Wesselényi Kollégium 300 éves jubileumára (Zilah, 1946) c. kötetben Józsa Gerő történeti vázlatán kívül M. Nagy Ottó, Márton Gyula és Nagy Sándor idézi fel a híres tanárok emlékét, az ismertté vált tanítványok versei, írásai teszik színessé a kiadványt.
Alkalmi megemlékezések, iskolabemutató és -történeti cikkek számos folyóiratban, ifjúsági lapban jelentek meg. Rendszeresen közölt a Jóbarát ilyen cikkeket a kézdivásárhelyi (1926/6), kolozsvári (1926/8, 1927/5, 1930/3, 1937/3) és székelyudvarhelyi (1928/5) főgimnáziumokról. Figyelemre méltó ugyanitt Bagossy Bertalan ismertetése a középkori (1932/2, 3) és az újkori (1935/5) iskolaszervezésről, diákéletről. Az Erdélyi Magyar Lányokban Hirschler József mutatja be a középkori iskolát (1922/5–8). Az Ifjú Erdély 1934 januárja és 1935 májusa között kollégiumi számokat jelentetett meg, amelyekben a református tanintézetek emlékét idézték fel az akkori és régi tanítványok.
A két világháború közötti iskolatörténet és -politika aktuális kérdéseit a Magyar Kisebbség (1924/14), Gál Kelemen írásai, (Pásztortűz almanachja, Erdélyi Irodalmi Szemle 1926/1, 2, Erdélyi Múzeum 1930/1–3), az Erdélyi Magyar Évkönyv 1918–1929 (Kolozsvár, 1930), valamint Balázs András (1929), Jancsó Elemér (1935) és Barabás Endre (A magyar iskolaügy helyzete Romániában. Kecskemét, 1944) önállóan is megjelent dolgozatai foglalják össze.

## A II. világháború után
Az 1950-es évek végétől kezdve főleg az iskolák könyvtárait, művelődési hagyományait kezdik kutatni. Először a Kelemen Lajos-emlékkönyvben (1957) jelentkezett több szerző ilyen vonatkozású tanulmánnyal. Benkő Samu és Farczády Elek a marosvásárhelyi, Vita Zsigmond a nagyenyedi református, Benczédi Pál pedig a Kolozsvári Unitárius Kollégiumról ír, P. Szentmártoni Kálmán a torockói iskoláról közöl adatokat. Közülük Vita Zsigmond további munkásságát nagyrészt a nagyenyedi kollégiumnak szenteli (Tudománnyal és cselekedettel, 1968), az intézet fennállásának évfordulójára 1962-ben és 1972-ben a Korunk, a Művelődés és a Pedagógiai Szemle oldalain közölt dolgozatokat, Benkő Samu pedig a székelyföldi s főleg a Marosvásárhelyi Református Kollégiumra vonatkozó kutatásait a Sorsformáló értelem (1971) c. kötetben összegezi. A filozófia erdélyi oktatásának hagyományait számos tanulmányában Hajós József vizsgálja. Jakó Zsigmond a nagyenyedi és székelyudvarhelyi kollégiumok könyvtárairól írt értekezéseit az Írás, könyv, értelmiség (1976) c. kötetben adta közre. Kívülük a Korunkban a nagyenyedi kollégiumról Bakó Béla (1977/5), a nagybányairól Balogh Béla–Oszóczki Kálmán (1970/11), a székelyudvarhelyiről Albert Dávid (1980/10), a falusi oktatásról pedig Dankanits Ádám (1970/11) és Sebestyén Kálmán (1973/11), a Művelődésben Székely Attila (1978/11) és Hermann Gusztáv (1980/3–6) közölt jelentősebb tanulmányokat.
A kolozsvári és nagyváradi zsidó líceumok történetét két emlékkönyv egy-egy fejezete dolgozza fel: A kolozsvári zsidóság emlékkönyve (New York, 1970), A tegnap városa (Tel-Aviv, 1981).
Az 1970-es évek végén megszületnek az új szempontú iskolatörténeti kutatómunka első eredményei. Ezeket részben a Művelődéstörténeti Tanulmányok 1979-es és 1980-as kötete közli: Sebestyén Kálmán és Sipos Gábor a népoktatásról, Benkő András a nagyenyedi zenetanításról, György Lajos és Lakó Elemér a kolozsvári iskolai könyvtárakról, Kilián István pedig a kézdivásárhelyi diákszínjátszásról értekezik. Jakó Zsigmond–Juhász István Nagyenyedi diákok 1662–1848 c. kötete (1979) egyrészt a diáktársadalom és -élet alakulását, másrészt a közzétett diáknévsor alapján az iskola földrajzi-társadalmi hatósugarát vizsgálja. Az 1980 áprilisában megtartott Korunk-délelőtt tizenhét felszólalója (Korunk 1980/7–8, 9) a hazai iskolatörténet-írás soron következő feladatait vitatta meg.
A kifejezetten tudományos értekezések mellett az iskolaalapítási évfordulókon egyes tanintézetek román és magyar nyelvű monográfiákat, ünnepi évkönyveket jelentetnek meg, melyekben egy-egy tanár foglalja össze az iskola történetét, kiegészítve a legújabb adatokkal, esetleg adattárral. Ilyen kiadványok: A csíkszeredai Líceum monográfiája (1968, benne Antal Imre iskolatörténete); A székelykeresztúri Líceum évkönyve (1968, Ütő László); A székelyudvarhelyi Dr. Petru Groza Líceum monográfiája (1968, Papp András és munkatársai); a sepsiszentgyörgyi 1. számú Líceum monográfiája (1969); A székelyudvarhelyi Pedagógiai Líceum évkönyve (1970, Ferenczi Emma–Hegedűs Gyula); Almamater. A kézdivásárhelyi 3. számú Ipari Líceum (volt Kantai Gimnázium) monográfiája (1980, Ötvös Gyula–Ötvös Vera–Tempfli Mária).
Ugyanebben az időszakban az iskolai diáklapok közölnek számos iskolatörténeti írást, megemlékezést, tanulmányt. Kiváltképpen a sepsiszentgyörgyi Gyökerek, a csíkszeredai Lyceum, a kolozsvári Fiatal Szívvel és Hajnal című lapok ápolják a hagyományokat. A mai kolozsvári 3. számú Matematika–Fizika Líceum fennállásának 400. évfordulójára összeállított Hajnal-számban olvasható Gaal György Négyszáz év c. iskolatörténeti írása. A Korunkban Jakó Zsigmond Pál közölt erre az évfordulóra írt jelentős tanulmányt, ugyanitt a Brassai Sámuel Líceum 420 éves múltjáról Bodor András értekezett. A Korunkban jelent meg a 350 éves tordaszentlászlói iskola évfordulójára készült emlékkönyv egy részlete is Boldizsár Zeyk Imre tollából.

## A kolozsvári egyetem
Felsőoktatási intézményeink közül a kolozsvári egyetem múltját kutatták legtöbben. 1922-ben jelent meg Márki Sándor tízfejezetes monográfiája Szegeden, majd 1941-ben a Bisztray Gyula, Szabó T. Attila és Tamás Lajos szerkesztette Erdély magyar egyeteme című, tizenkét tanulmányt tartalmazó kötet. Az Erdély (Budapest, 1940) c. kiadványban Imre Sándor foglalja össze a felsőoktatás történetét. A kolozsvári Bolyai Tudományegyetem (1945–1955) c. emlékkönyvnek a Bányai László írta előszava tartalmaz történelmi vonatkozásokat.
Díszes albumszerű munka Ștefan Pascué: A kolozsvári "Babeș–Bolyai" egyetem (Kolozsvár, 1972), mely a középkorig nyúl vissza adatokért. Az egyetem csillagászati oktatását Heinrich László (Az első kolozsvári csillagda, 1978), az építészetit N. Dávid Ildikó (a Művészet és felvilágosodás c. kötetben, Budapest, 1978) dolgozta fel. Az 1958-ig magyar tagozattal is működő kolozsvári mezőgazdasági akadémia százéves történetét az Institutul agronomic "Dr. Petru Groza" Cluj 1869–1969 (Kolozsvár, 1969) c. kiadvány, a marosvásárhelyi orvostudományi intézet (OGYI) adatait pedig a többnyelvű Institutul de Medicină si Farmacie din Tîrgu-Mureș 1945–1967 (Marosvásárhely, 1967) c. kötet összegezi.
A legújabb kutatások az erdélyi diákok külföldi egyetemjárását, peregrinációját vizsgálják. Kézikönyvvé vált máris Tonk Sándor Erdélyiek egyetemjárása a középkorban (1979) c. munkája. Későbbi korszakot vizsgál G. Henk van de Graaf A németalföldi akadémiák és az erdélyi protestantizmus a XVIII. században 1690–1795 c. doktori értekezése (Kolozsvár, 1979), valamint Szabó Miklós tanulmánya a Művelődéstörténeti tanulmányok 1980-as kötetében.